# Bazilika svatého Štěpána
Bazilika svatého Štěpána (maďarsky Szent István-bazilika) v Budapešti je římskokatolická bazilika. Je pojmenována na počest prvního uherského krále a světce Štěpána I. (975–1038), jehož mumifikovaná ruka je uložena v relikviáři. Slouží jako konkatedrála Arcidiecéze ostřihomsko-budapešťské.

## Stavba
Bazilika sv. Štěpána je vedle ostřihomské baziliky nejvýznamnější duchovní stavbou v Maďarsku, jedním z nejvyhledávanějších turistických cílů a zároveň třetí nejvyšší stavbou Maďarska. Začala se stavět roku 1847 podle plánů Józsefa Hilda jako farní kostel německé farnosti sv. Leopolda, ale za bouří v roce 1848-1849 musely být práce přerušeny. Blízkost Dunaje a spodní voda působily velké problémy a roku 1868 se špatně založená kupole zřítila. Vedení stavby převzal Miklós Ybl, který v podzemí vybudoval tři patra sklepů a stavbu přizpůsobil novorenesančnímu stylu. Roku 1905 mohla být bazilika konečně vysvěcena a roku 1931 dostala jako první v Maďarsku titul Basilica minor.

## Zvony baziliky
Bazilika má šest zvonů: jeden zvon je na jižní věži a pět na severní.
Velký zvon sv. ŠtěpánNejvětší zvon Maďarska. Situovaný na jižní věži, váží 9250 kg, průměr těla zvonu je 240 cm. Zvon byl ulit v Pernerově zvonařství (Glockengießerei Rudolf Perner) v německém Pasově roku 1990.
Zvon svatá Panna MarieNejstarší z chrámových zvonů, odlitý Ferencem Walserem roku 1863 v Pešti. Váží 3100 kg a má průměr 178,5 cm.
Zvon sv. Jindřich II.Váží 2150 kg a má průměr 150 cm. Byl odlit v Pasově roku 1993.
Zvon sv. GizelaVáží 1250 kg a má průměr 117,8 cm. Byl odlit v Pasově roku 1993.
Zvon sv. ImrichVáží 750 kg. Byl odlit v Pasově roku 1993.
Zvon sv. Alžběta Durynská z dynastie ArpádovcůVáží 500 kg. Byl odlit v Pasově roku 1993.
Velký zvon byl posvěcen 20. srpna 1990 na den svátku sv. Štěpána. Čtyři menší zvony byly posvěceny o tři roky později ve stejný den.

## Galerie

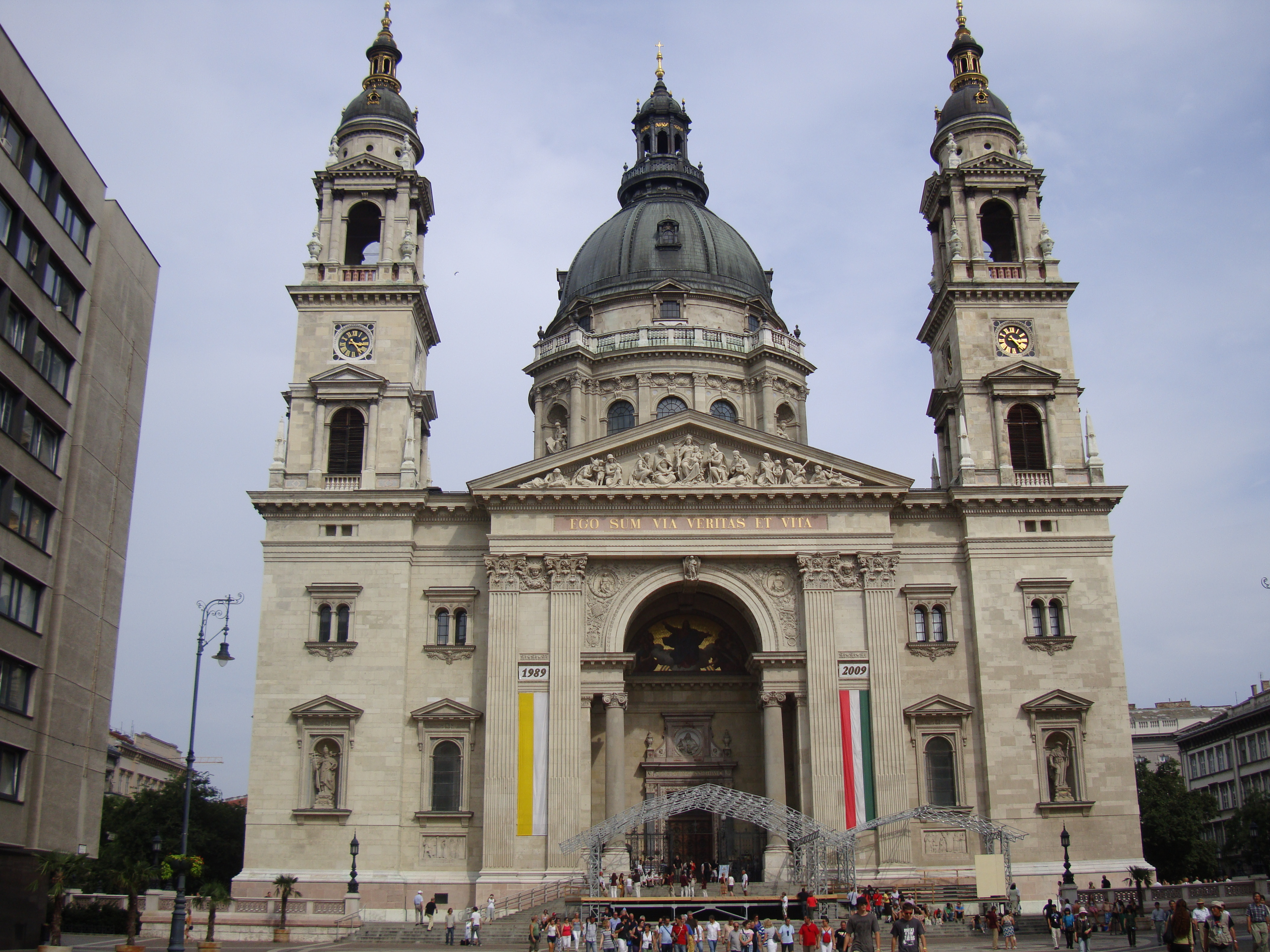
Průčelí
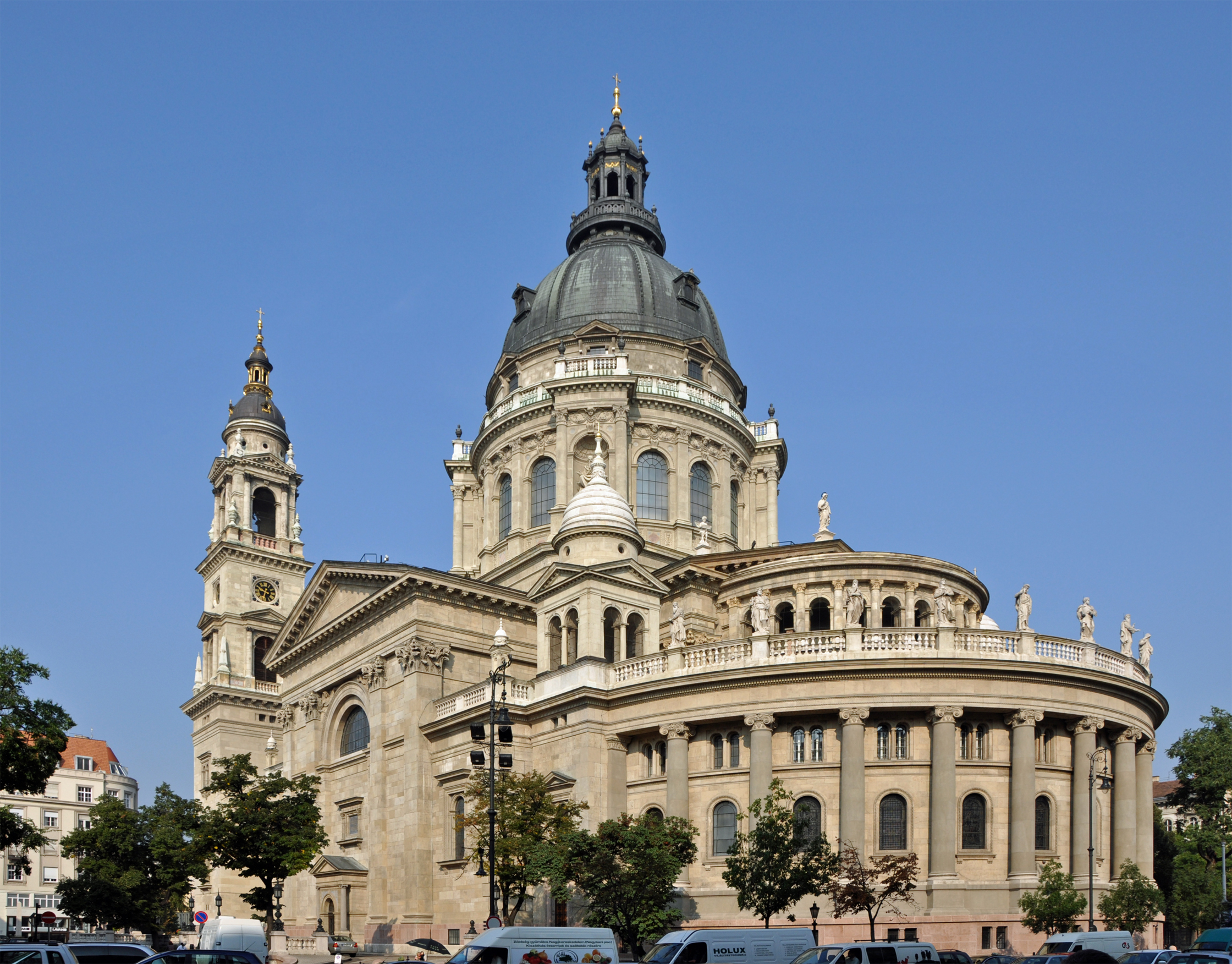
Zadní strana
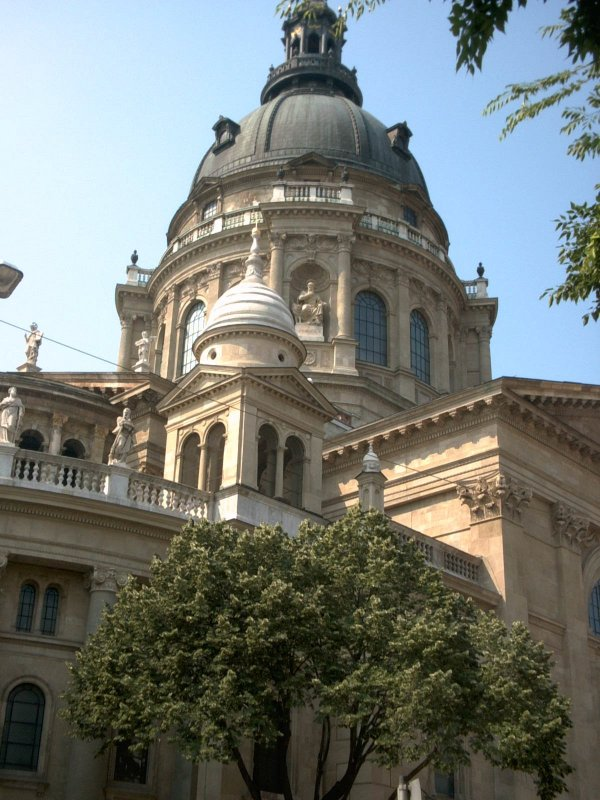
Bazilika sv. Štěpána
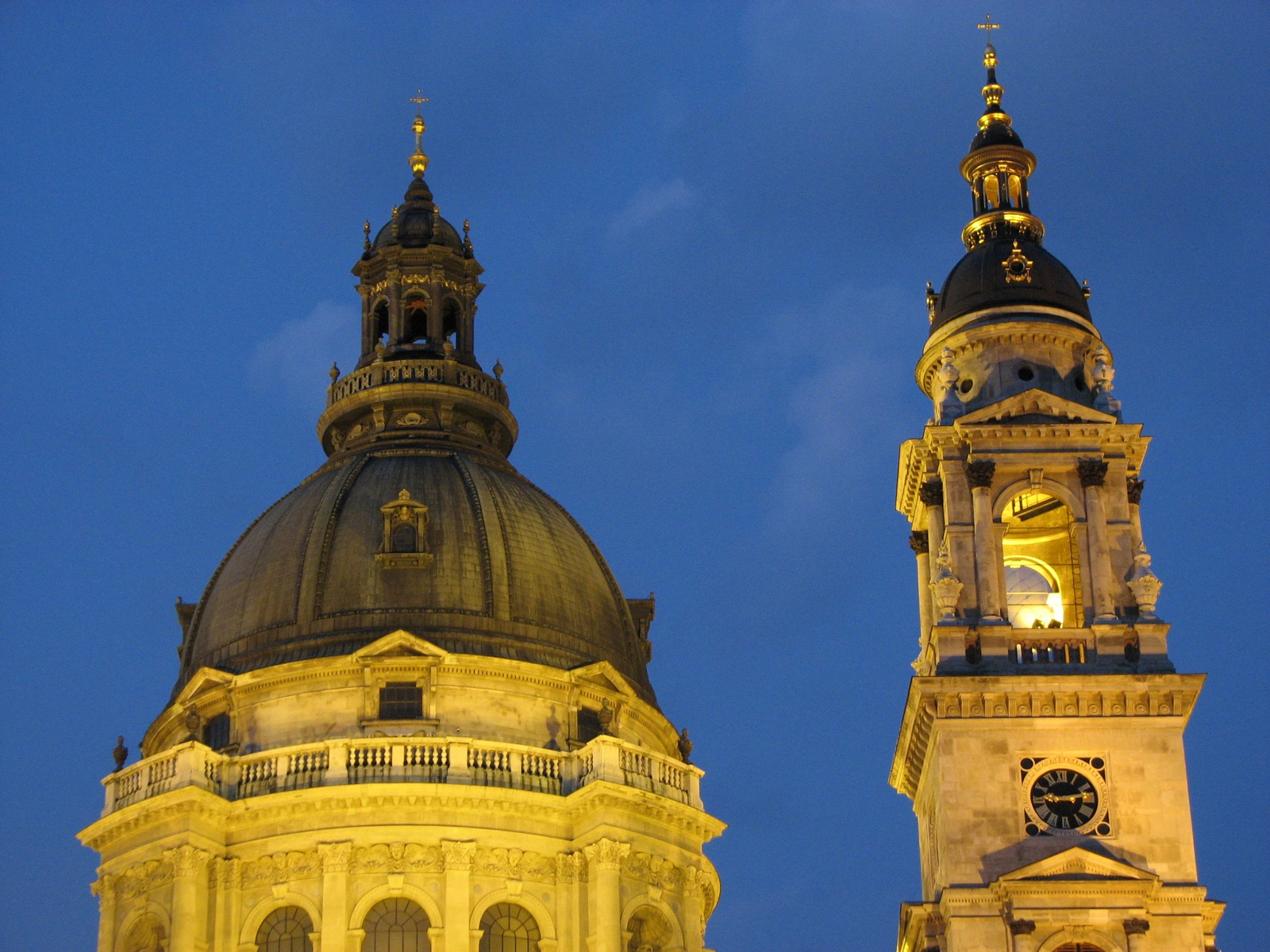
Bazilika v noci
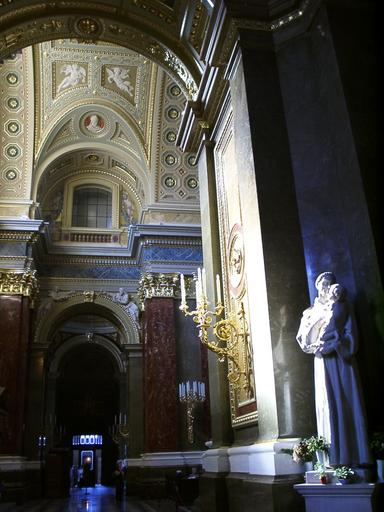
Interiér
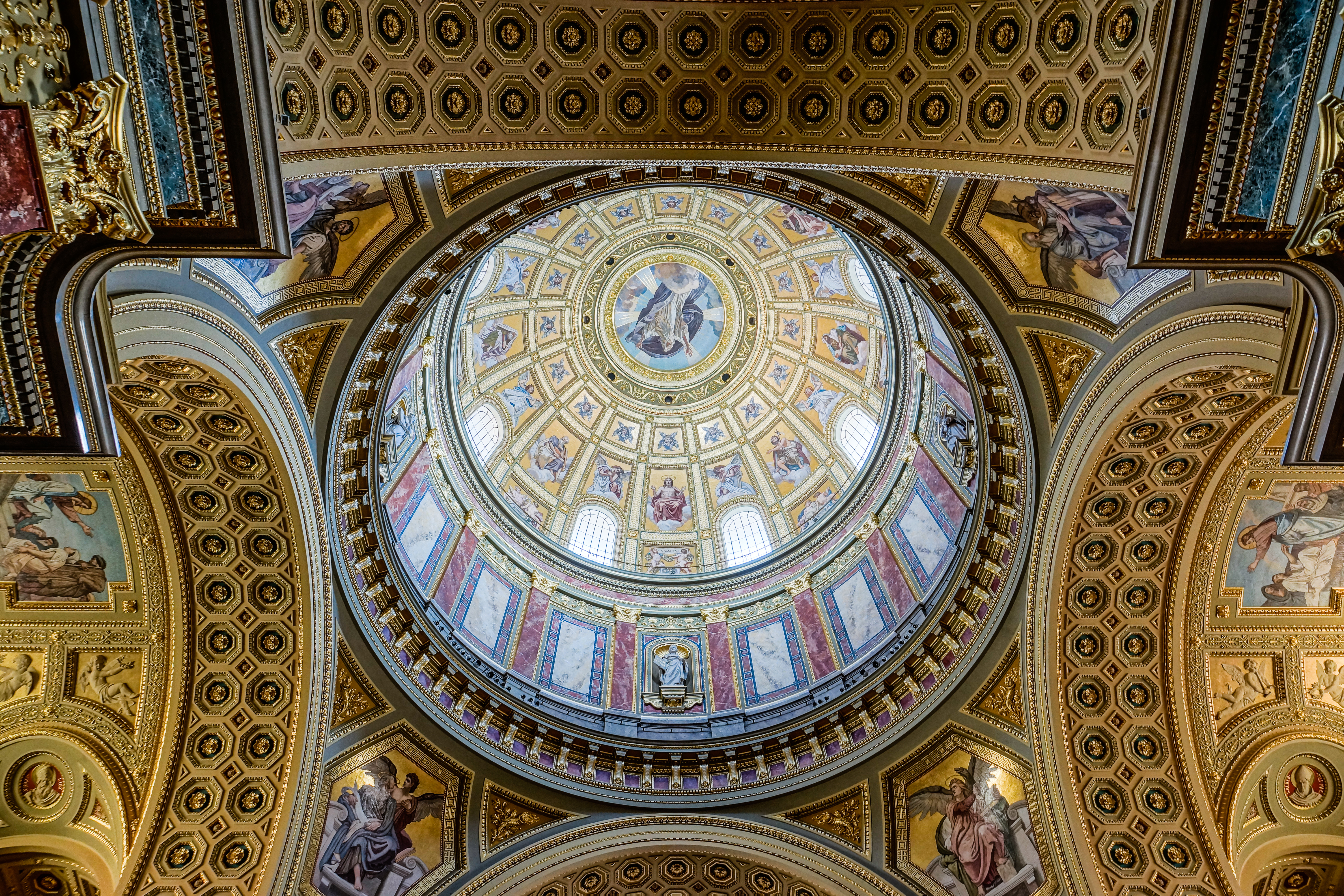
Kupole
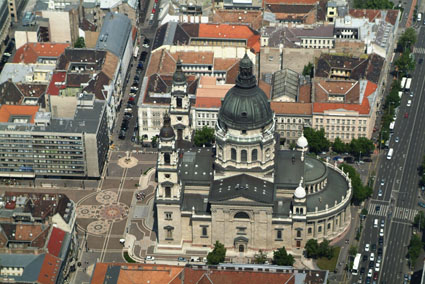
Letecká fotografie baziliky
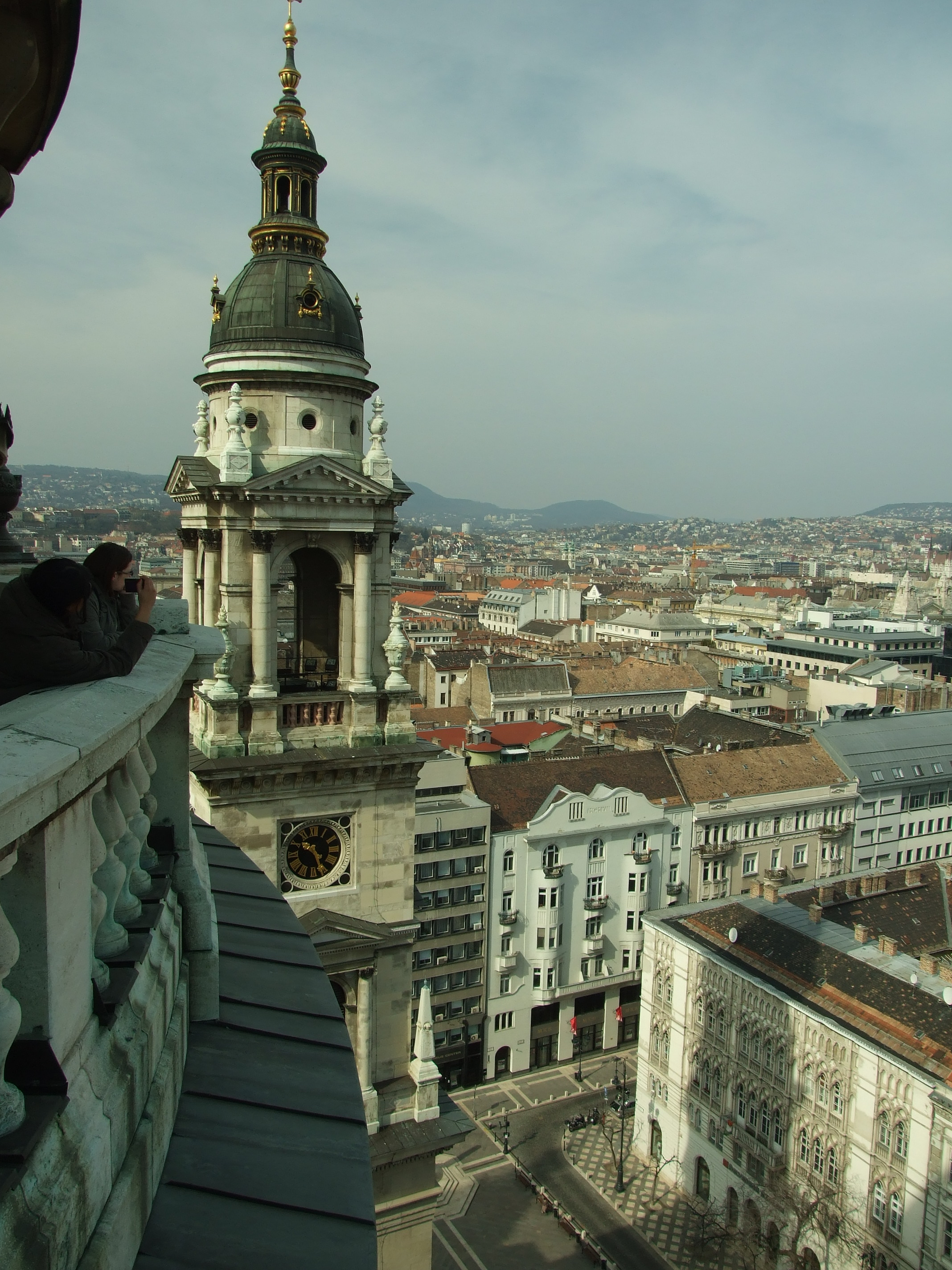
Pohled z vrcholu baziliky